# Álvaro Dias de Sousa
D. Álvaro Dias de Sousa (c. 1330 - Espanha, 1365) foi um Rico-homem do Reino de Portugal detentor do senhorio de Mafra, que corresponde à actual vila portuguesa no Distrito de Lisboa, região de Lisboa e sub-região da Grande Lisboa. Foi igualmente senhor de Ericeira e de Enxara dos Cavaleiros, na freguesia de Enxara do Bispo e o 16.º senhor da Casa Sousa.

## Relações familiares
Foi filho de D. Diogo Afonso de Sousa (1305 -?), senhor de Mafra e Ericeira e de D. Violante Lopes Pacheco (?- 1365), filha de D. Lopo Fernandes Pacheco (c. 1280 -?), 7.º senhor de Ferreira de Aves e de Maria Gomes Taveira.
Casou cerca de 1360 com D. Maria Teles de Menezes (1338 – Coimbra, novembro de 1379), filha de D. Martim Afonso Telo de Menezes e de Aldonça Anes de Vasconcelos, de quem teve:
1. D. Lopo Dias de Sousa (Coimbra, 1350 – Pombal, 9 de fevereiro de 1435), mestre da Ordem de Cristo e herdeiro do senhorio de Mafra, de Ericeira e de Enxara dos Cavaleiros[1].